# Велсей
Велсей (давньосканд. Hvalsey чи Hvals-øy; англ. Whalsay, що означає Китовий острів) є шостим за величиною серед Шетландських островів у Шотландії.

## Географія

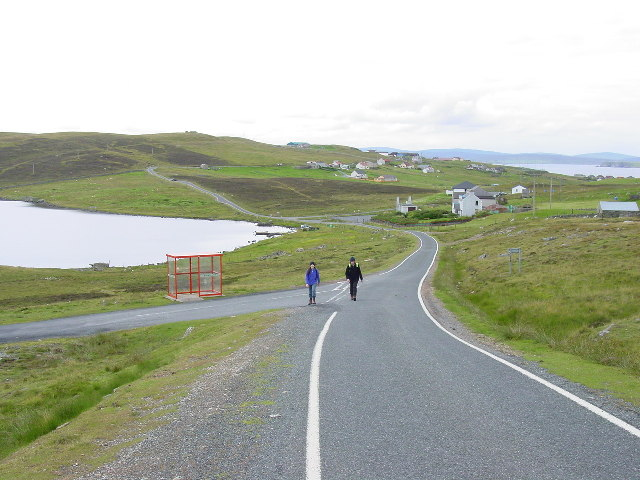
Дорога між Симбістером та Ісбістером

Розташований у східній частині архіпелагу Шетландських островів біля східного берега острова Мейнленд, омивається Північним морем. Найближчі великі острови — Бресс на півдні, Мейнленд на заході, Йєллі і Фетлар на півночі, група островів Аут-Скерріс на північному сході. Оточений невеликими нежилими островами: Гриф-Скеррі, Ісбістер-Голм, Іст-Лінга, Муа, Ніста, Рамбл, Везер-Голм, Вест-Лінга, Волм-оф-Сендуік та іншими. Від острова Вест-Лінга відділений протокою Лінга-Саунд.
Площа острова 19,7 квадратних кілометри. Найвища точка — гора Уорд-оф-Клетт, 119 метрів над рівнем моря. Найбільші озера — Лох-оф-Ісбістер, Лох-оф-Хакстер, Лох-оф-Хоулл.

## Населення
Населення острова складає 1061 особа (2013 рік). Населені пункти — Бро, Ісбістер, Маррістер, Симбістер, Скоу, Хакстер, Чаллістер та інші. Село Симбістер включає в себе невеликі села Норт-Парк і Сендуік.

## Транспорт
З Сімбістера пливуть пороми в Лаксо та Відлін на Мейнленді. Подорож між Симбістером і Лаксо займає близько 30 хвилин, але може зайняти трохи більше часу в залежності від погоди та припливів.
Острів також має злітно-посадочну смугу в Скау, який використовується тільки для надзвичайних ситуацій.

## Освіта

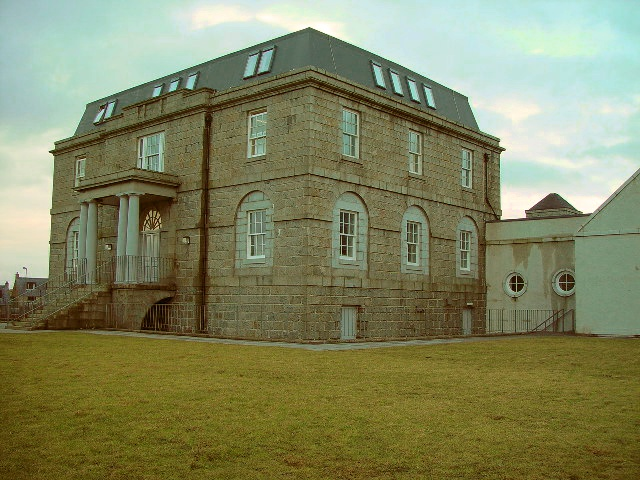
Симбістер-Хаус, будівля школи «Whalsay Secondary School».

Працює середня школа «Whalsay Secondary School», 61 учнів середніх класів, 84 початкових класів, 15 у підготовчих класах (2009 рік).

## Відпочинок
У Скоу є найпівнічніше 18 луночне поле для гольфу («Whalsay Golf Club») у Великій Британії. Існує клубний будинок з парковкою. Інші спортивні об'єкти: на острові є Велсей розважальний центр, більярд-клуб і Харбісон Парк — спортивний майданчик.
Вітрильні шлюпки і Шетландські моделі човнів беруть участь в щорічній регаті Whalsay Regatta, і, як правило, відбувається в останній тиждень липня. Останнім часом популярність плавання знизилася, тому що число учасників зменшується з кожним роком.
Велсей має аматорський футбольний клуб, а також хокей і нетбол команди. Ці команди беруть участь у Шетландських лігах.